# Алексеев, Степан Ларионович
Степан Ларионович Алексеев — коллежский советник; арестовывался по делу декабристов.

## Биография
Отец — гвардейский полковник Илларион Спиридонович Алексеев (ум. 1798), кавказский (1787), новгород-северский (1795) и псковский (1797) губернатор.
В 1785 году записан вахмистром в Конную гвардию. В 1792 году учился в гимназии при Академии наук в Петербурге. В 1795 году вышел в отставку в чине майора и переименован в коллежские советники.
В 1807, с января 1812 до января 1818, с 26 сентября 1826 года до кончины в 1828 году Хорольский уездный поветовый маршал (предводитель дворянства). С 1811 по 1814 гг. также почётный смотритель Хорольского уездного училища.
Степан Ларионович Алексеев вместе с братом Дмитрием был членом полтавской масонской ложи декабриста М. Н. Новикова «Любовь к истине» (1818—1819), что повлекло арест братьев по делу декабристов. Приказ об аресте — 18 января 1826 года, доставлен в Петербург — 8 февраля; содержался под арестом вместе с А. С. Грибоедовым, который через него передал А. А. Жандру часть своих документов из заключения, в том числе письма В. К. Кюхельбекера.
По собственным показаниям С. Л. Алексеева, поскольку молодёжь стремилась участвовать в масонской ложе, он, имевший двух сыновей и желая понять, можно ли им разрешить вступление в ложу, вступил в неё. Но ложа вскоре закрылась и в дальнейшем он никаких отношений к тайным обществам не имел. По высочайшему повелению был освобождён с оправдательным аттестатом 21 февраля 1826 года.
Последние годы жизни провёл в имении Богачке (Майорщина).